# Societat Sacerdotal de la Santa Creu

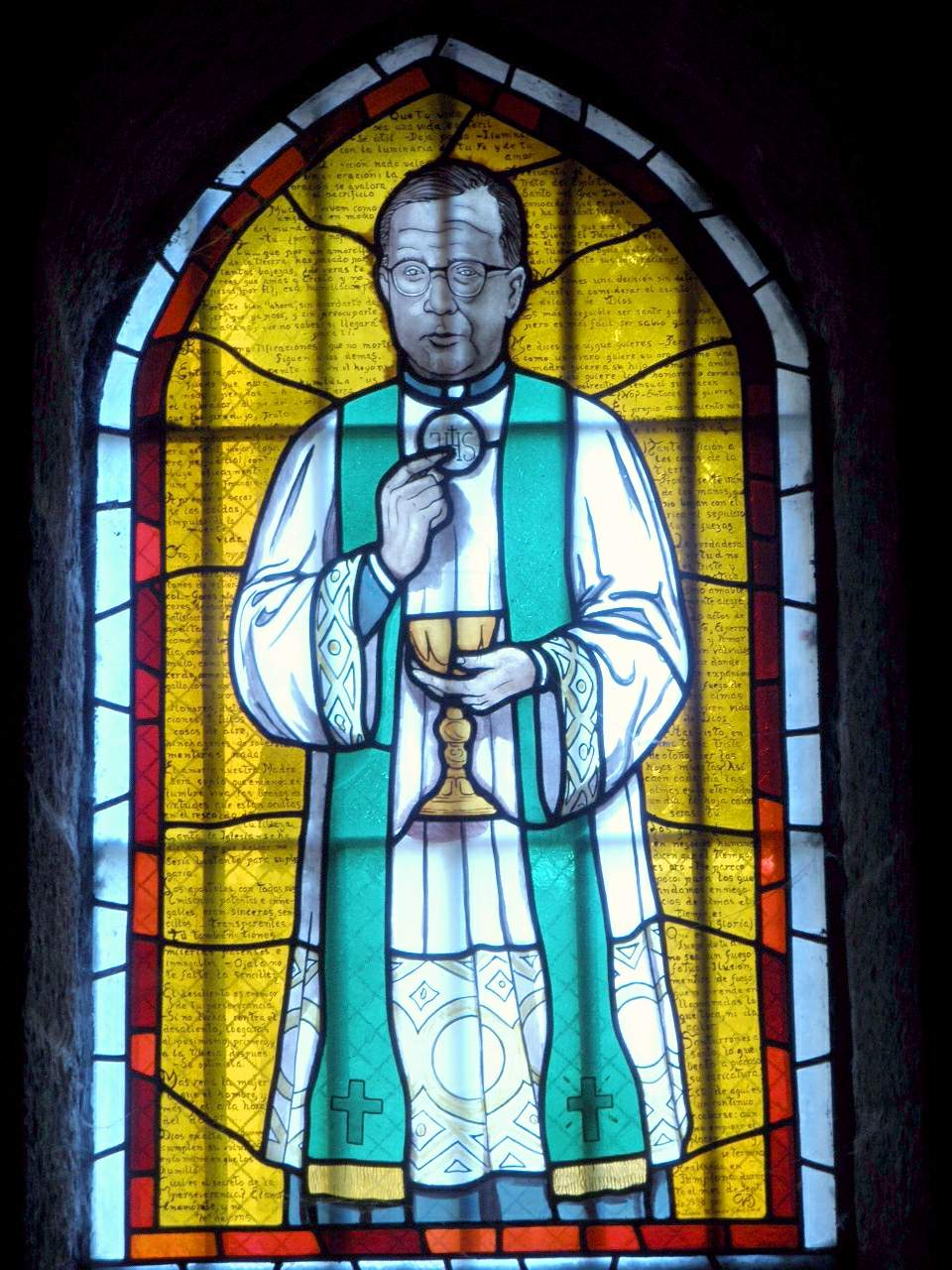
L'Església de Zizur Mayor de Navarra té uns vitralls amb la figura de sant Josepmaria, qui va fundar la Societat Sacerdotal de la Santa Creu el 1943

La Societat Sacerdotal de la Santa Creu, intrínsecament unida a la prelatura de l'Opus Dei és una associació de capellans fundada per sant Josepmaria Escrivà de Balaguer el 1943 i presidida pel prelat de l'Opus Dei. Va rebre del Vaticà la seva configuració jurídica definitiva el 1982 amb l'aprovació dels estatuts de la prelatura i la Constitució Apostòlica Ut sit. El seu objectiu és promoure la santificació sacerdotal conforme a l'esperit i la praxis ascètica de l'Opus Dei.
Es poden incardinar a la Societat Sacerdotal de la Santa Creu tant els sacerdots provinents dels laics de l'Opus Dei, com els sacerdots diocesans, una incardinació exclusivament de caràcter associatiu que no altera la seva relació amb el bisbe ordinari. El sacerdot incardinat busca, i rep, exclusivament, una ajuda en el terreny espiritual que complementa els mitjans comuns de tot sacerdot aconsellats per l'Església i pels bisbes. Aquests mitjans específics són alguns actes de pietat determinats com la lectura i meditació diària de la Bíblia i llibres espirituals, dues llargues estones d'oració mental i pregar el rosari diàriament i altres normes de pietat anàlogues. L'Opus Dei, sense crear interferències amb el seu ministeri ni donar indicacions pastorals sobre com exercir-lo, els facilita mitjans de formació com cercles d'estudi i convivències anuals.